# 小泉小太郎伝説
小泉小太郎（こいずみこたろう）は、長野県上田地域に伝わる民話。人間の父親と大蛇の母親との間に産まれた少年・小太郎にまつわる物語。同じく長野県安曇野地域には泉小太郎（いずみこたろう）という民話が伝わり、こちらは小太郎が自らの母親である竜と共に安曇野周辺を開拓する物語である。これらは内容こそ異なるものの関連が指摘されており、現代になってこれらを一つの物語に再編する試みがなされ、作家・松谷みよ子による創作『龍の子太郎』では物語の根幹を成す。

## 上田地域の小泉小太郎

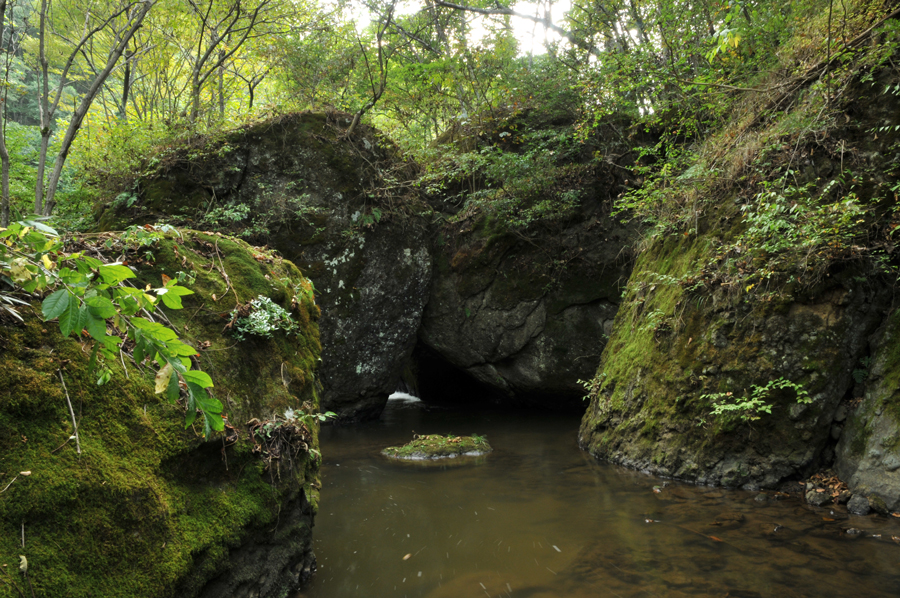
大蛇が赤子を生んだとされる鞍が淵と鞍岩

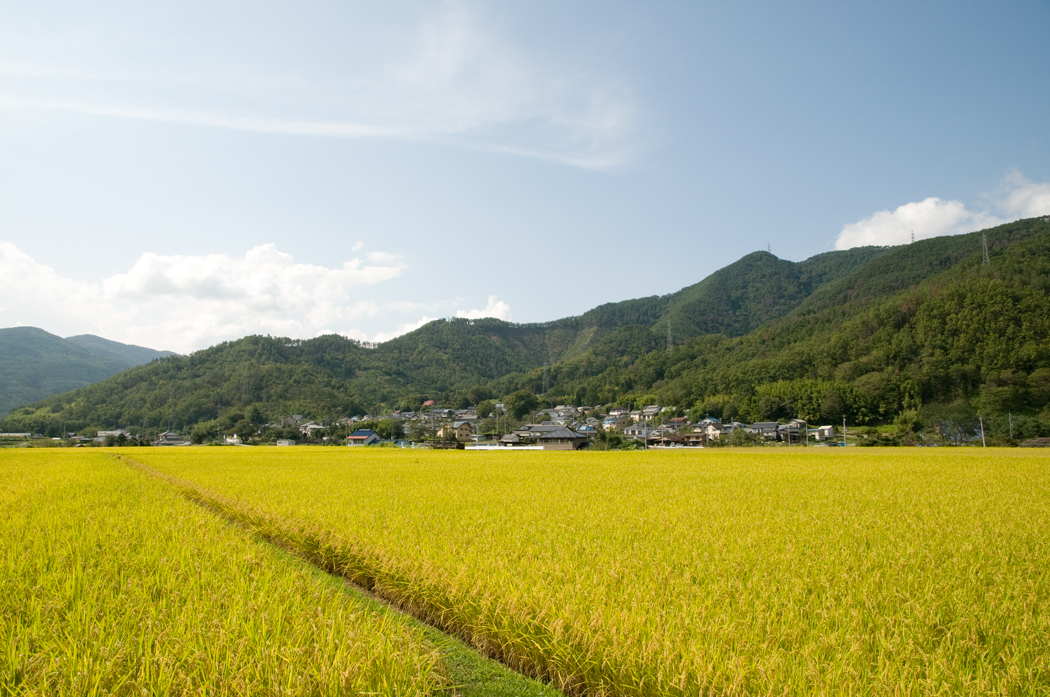
小泉小太郎が育ったとされる小泉村（現：上田市小泉）と小泉山

小泉小太郎にまつわる民話の大要が1922年（大正11年）発行の『小県郡史 余篇』に収録されているので、以下に要約して紹介する。
西塩田村にある鉄城山の山頂に寺があり、そこへ毎晩のように通う一人の女性がいた。彼女がどこからやって来たのか分からず、不思議に思った寺の住職は、彼女の衣服に糸を付けた針を刺しておいた。翌朝、住職が糸をたどって行き着いた先は、川の上流にある鞍淵の洞窟であった。中をのぞくと、赤子を産もうと苦しむ大蛇の姿があった。住職は驚いて逃げ出し、出産を終えた大蛇も正体が知られたことを恥じて死んでしまう。
赤子は小泉村の老婆に拾われ、小太郎という名前で育てられた。身長は小さいものの、たくましい体に成長した小太郎であったが、食べては遊んでばかりで仕事をしたことがない。14、5歳になった頃、老婆から仕事を手伝うよう促された小太郎は、小泉山へ薪を取りに出かけることにした。
夕方、小太郎は萩の束を2つほど持ち帰った。これは山じゅうの萩を束ねたものだから、使うときは1本ずつ抜き取るようにして、決して結びを解いてはいけない、と小太郎は老婆に伝えたが、たった1日でそのようなことができるはずがないと思った老婆は結びを解いてしまう。すると、束がたちまち膨れあがり、家も老婆も押しつぶしてしまった。
補足として以下に何点か記す。
- 似たような伝承は日本の各地に見られ、それらの根幹は古事記にある三輪山伝説であると考えられている[1]。
- 『小県郡史 余篇』によると、寺があるとされる鉄城山は殿城山またはデッチョウ山とも呼ばれ、その支峰が独鈷山であると記されている[2]。のちに再編された作品の中では独鈷山という名前に置き換えられている[3]。
- 産川という川の名前は、大蛇が赤子を産んだという逸話に由来する[1]。また、産川の流域に散らばる沸石は蛇骨石と呼ばれ、それらは死んだ大蛇の遺骨であるという[1]。
- 小泉山は、その山じゅうの萩を小太郎が刈り尽くしたため、以来1本も萩が生えなくなったという[1]。とは言え、現代では萩の繁茂が見られるようである[1]。
- 小太郎とその子孫は当地に永住したが、彼らの横腹には蛇紋のような斑点があるという[1]。
- 松谷みよ子は塩田平を訪れた際に小泉小太郎の民話を耳にしている[4]。内容は『小県郡史 余篇』にあるものとほぼ同じものであるが、小太郎を出産後に死んだ大蛇の死因は鉄の毒によるものであったという[4]。松谷は小太郎に抱いた怠け者という印象から、物くさ太郎や三年寝太郎、厚狭の寝太郎といった物語を連想し、小太郎も将来大きな事をやってのけるのではないかと考えたが、当地の語り手からは松谷が期待する内容の逸話を得ることはできなかった[4]。

## 安曇野地域の泉小太郎

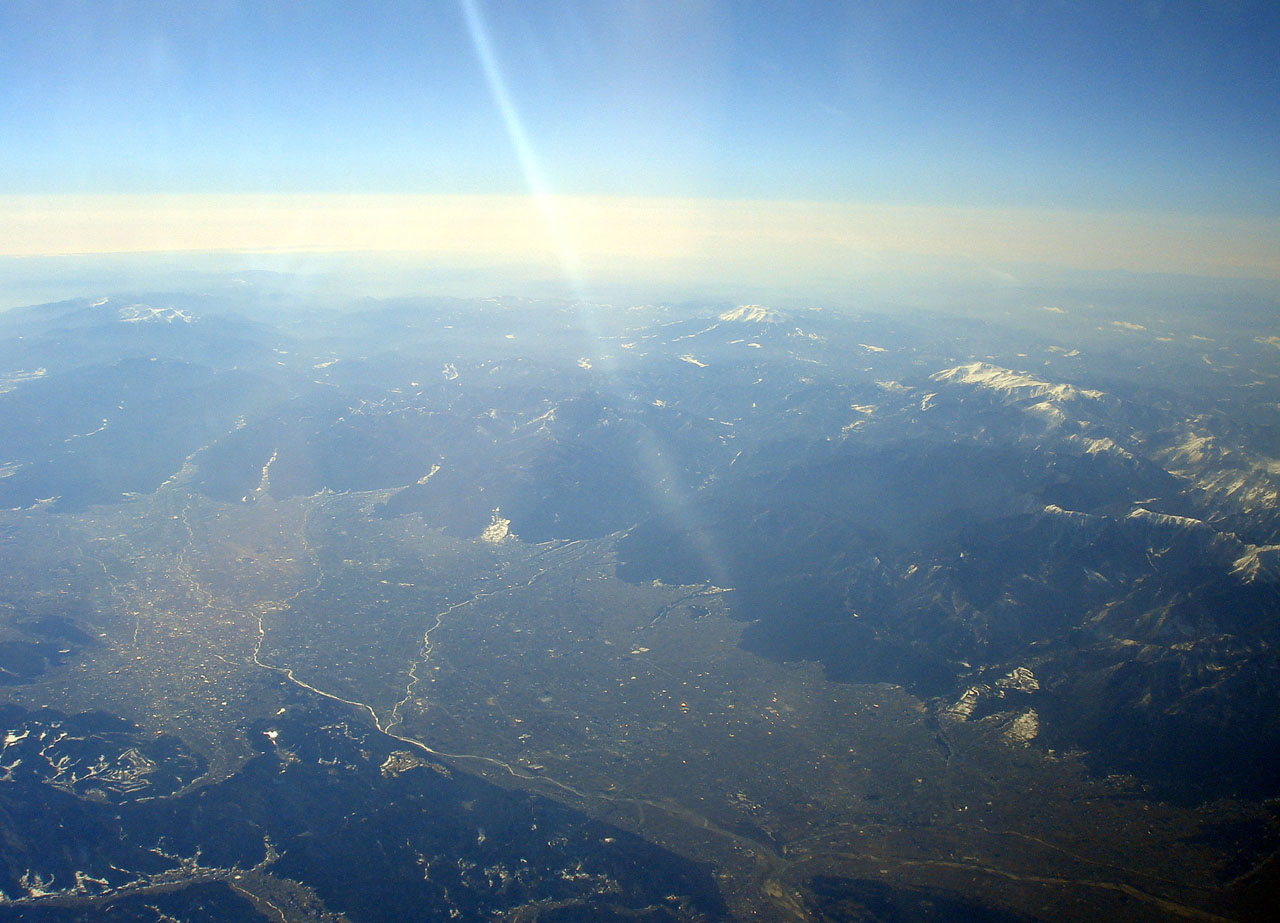
かつて湖であったとされる安曇野

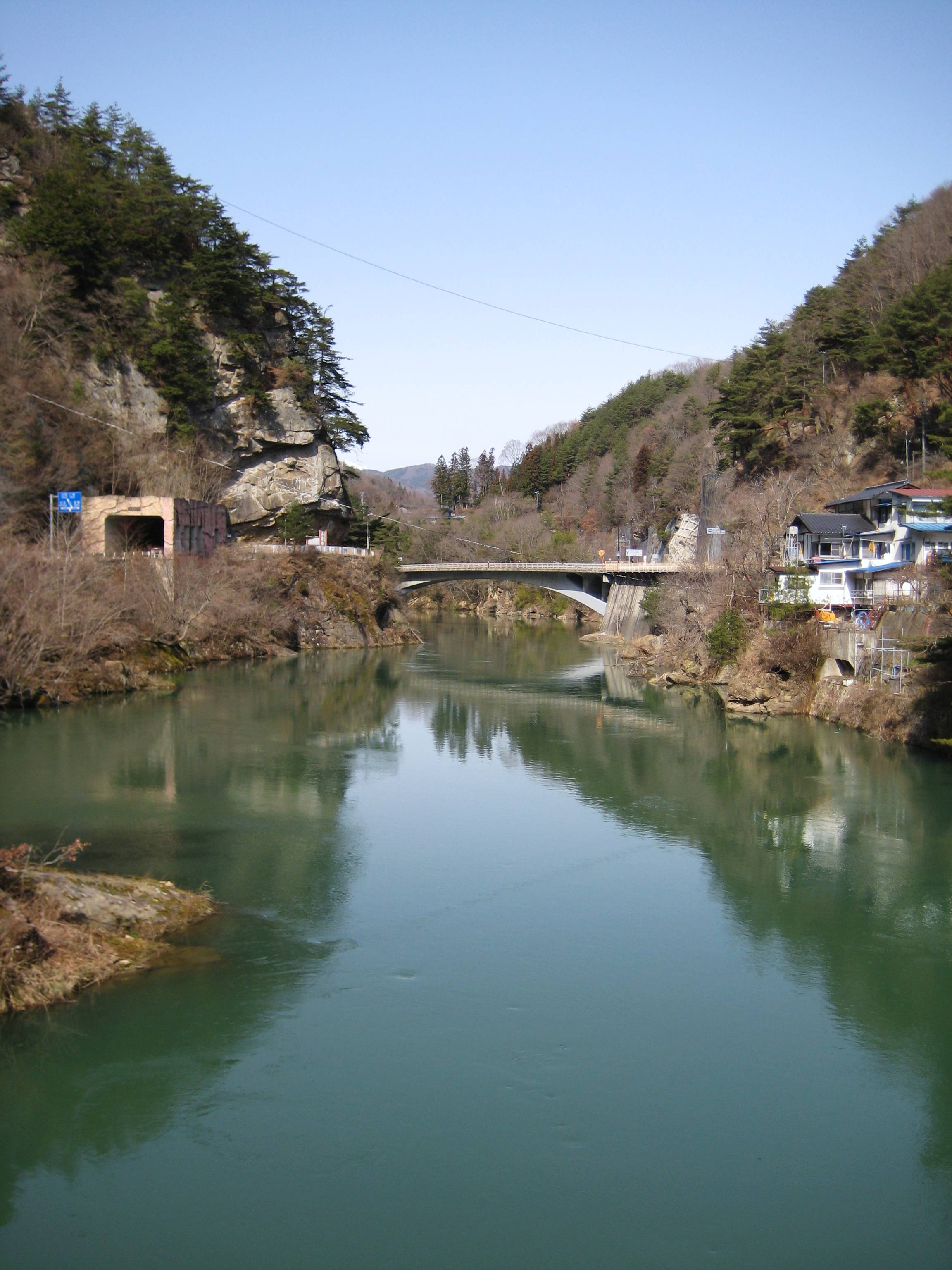
泉小太郎が犀竜に乗って突破したとされる山清路

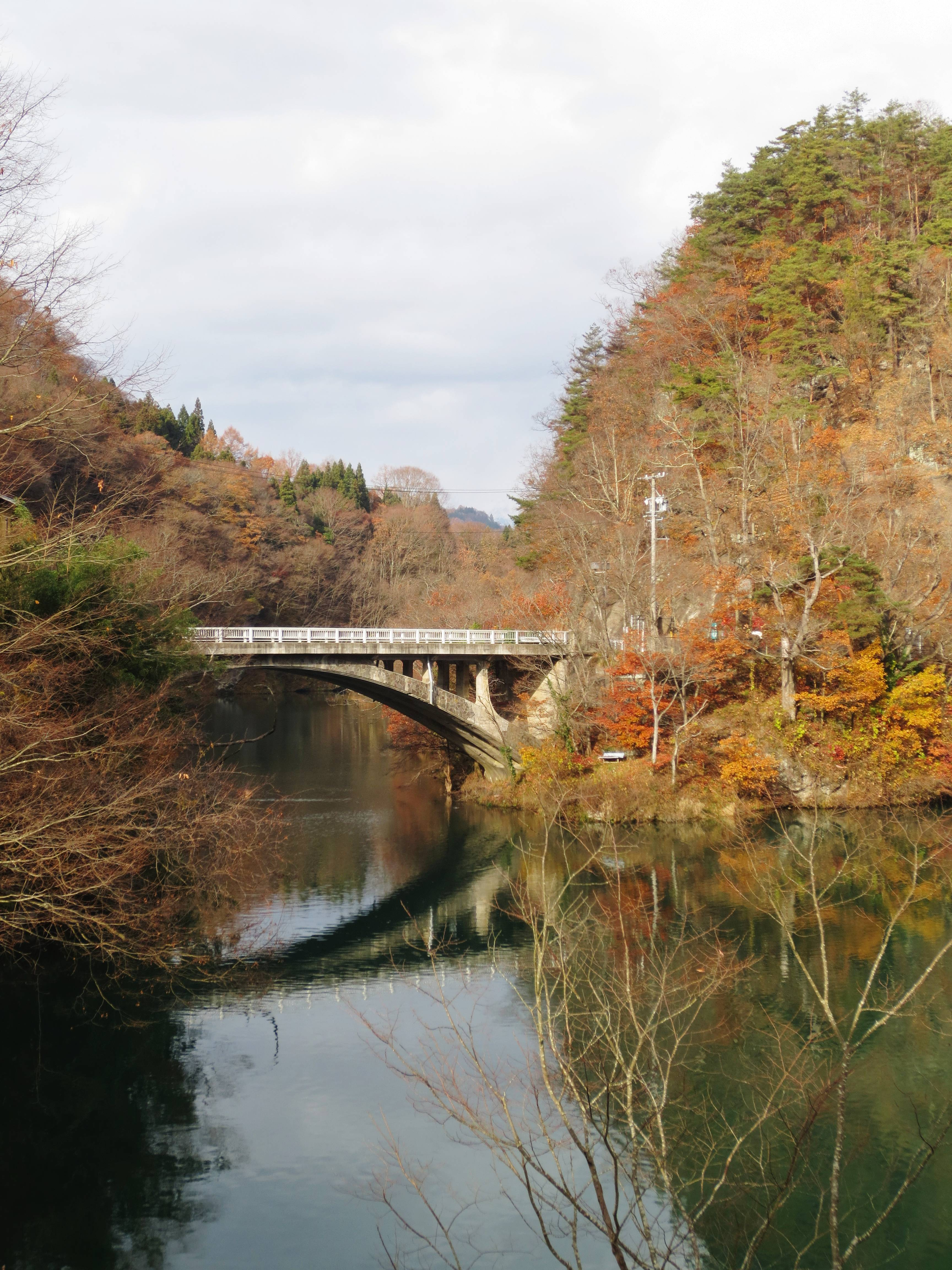
久米路峡もまた、泉小太郎によって突破されたと伝わる

長野県安曇野に伝わる民話に泉小太郎（いずみこたろう、日光泉小太郎、泉小次郎とも）がある。かつて安曇野を含む松本盆地は大きな湖で、泉小太郎が陸地に開拓したというものである。
『信府統記』に泉小太郎に関する記述があるので、以下に要約して紹介する。
景行天皇12年まで、（安曇野の対岸にある）松本のあたりは山々から流れてくる水を湛える湖であった。その湖には犀竜が住んでおり、東の高梨の池に住む白竜王との間に一人の子供をもうけた。名前を日光泉小太郎という。しかし小太郎の母である犀竜は、自身の姿を恥じて湖の中に隠れてしまう。
筑摩郡中山の産ヶ坂で生まれ、放光寺で成人した小太郎は母の行方を捜し、尾入沢で再会を果たした。そこで犀竜は自身が建御名方神の化身であり、子孫の繁栄を願って顕現したことを明かす。そして、湖の水を流して平地とし、人が住める里にしようと告げた。小太郎は犀竜に乗って山清路の巨岩や久米路橋の岩山を突き破り、日本海へ至る川筋を作った。
大昔に山清路を人の手で開削して松本盆地を排水、開拓したとする『仁科濫觴記』の記述を根拠に、これを伝説の由来とする説がある。「泉小太郎」の名も、その功労者である「白水光郎」（あまひかるこ）の名が書き誤られたもの（「白」・「水」の2文字を「泉」の1文字に、「光」の1文字を「小」・「太」の2文字にといった具合に）であるという。
民話ゆかりの地である松本市・安曇野市・大町市・長野市には、伝説にちなむ銅像や石像が建立されている。また、大町市の大町温泉郷には泉小太郎を扱う博物館「民話の里おおまち小太郎」がある。

松本市にある泉小太郎像（弘法山古墳）
安曇野市にある泉小太郎像（穂高神社）
大町市にある泉小太郎像（大町ダム）
長野市にある泉小太郎像（久米路峡）
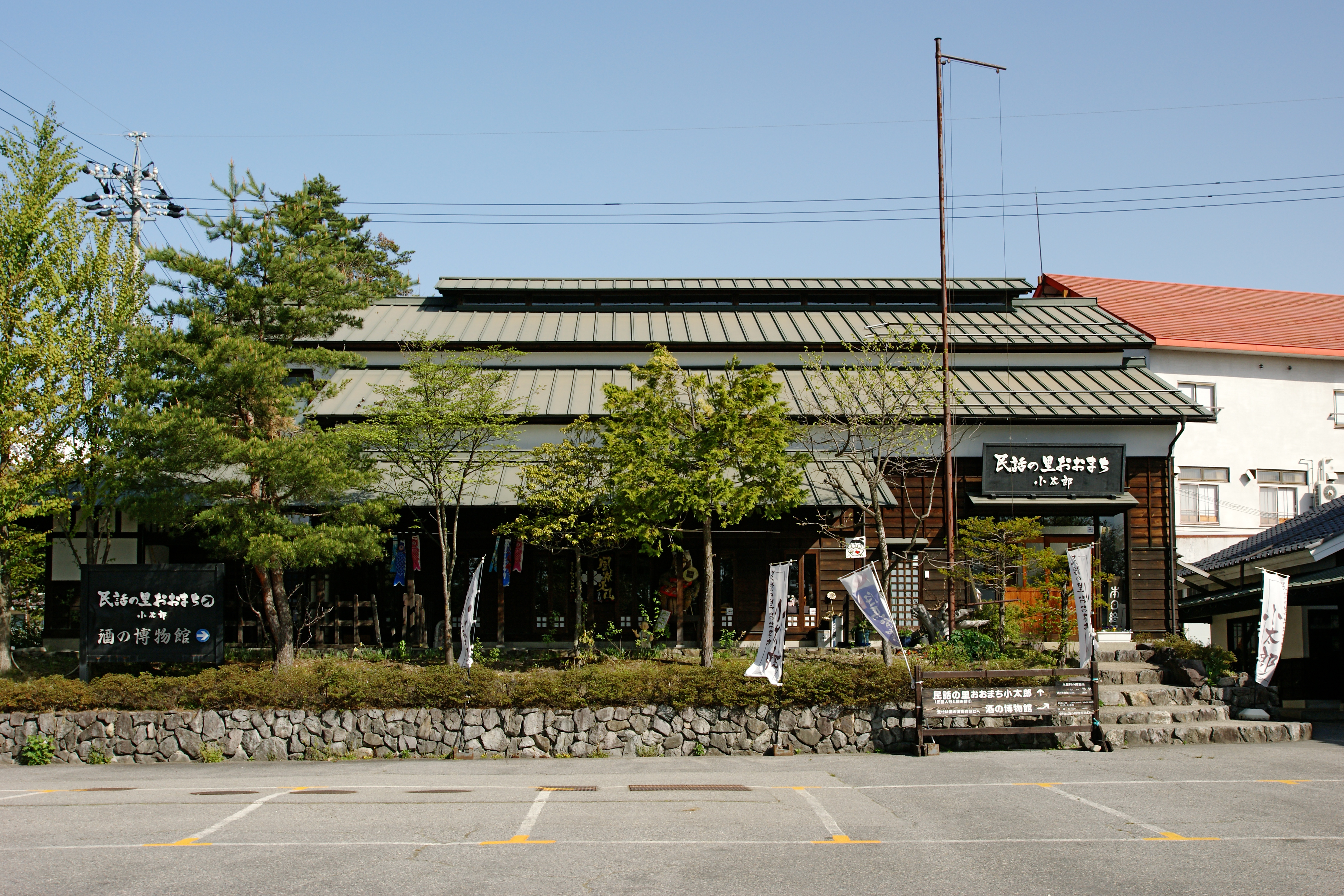
民話の里おおまち小太郎

## 小泉小太郎と泉小太郎との関連
小泉小太郎と泉小太郎との関連について、『小県郡史 余篇』には「内容は異なれど其名称相似たり」とあり、民俗学者の柳田國男も自著『桃太郎の誕生』の中で「元は一つであつたらうことが注意せられる」と指摘している。松谷みよ子は小泉小太郎の民話を聞いたのち、安曇野周辺を訪れて泉小太郎の民話を聞くと、「相違点はあるにせよ、これはおそらく一つの話に違いない」と考えた。
1957年（昭和32年）発行の『信濃の民話』（未來社『日本の民話』シリーズ）には、長野県の各地（南安曇郡・北安曇郡・東筑摩郡・小県郡）に伝わる小泉小太郎および泉小太郎の民話を一つの物語にまとめた「小泉小太郎」が収録されている。前半部分は概ね先に示した小泉小太郎のあらすじに沿った内容であるが、小太郎の母は山の向こうの湖の中で生きており、後半で成長した小太郎が母をたずねて旅立ち、再会した二人が力を合わせて湖を切り開くという内容である。同様の物語は1973年（昭和48年）発行の『民衆の英雄』（角川書店『日本の民話』シリーズ）にも「小泉小太郎と母竜」（瀬川拓男による再話）の題で収録されているが、本作では小太郎の父親が開拓者集団の長（おさ）という設定であり、松本盆地のみならず、同じく湖であった上田盆地についても、三頭山から虚空蔵山を結ぶ半過の崖を小太郎と母竜が突き崩し、排水したとするなど、『小県郡史 余篇』や『信濃の民話』のものとは異なる点もある。この「小太郎と母龍」の物語はテレビアニメ『まんが日本昔ばなし』で放送され、同作のDVD第5巻に収録されている。演出は樋口雅一、文芸は沖島勲、美術は小関俊一、作画は高橋信也が担当した。
『信濃の民話』の編集委員の一人であった松谷みよ子は、「水との闘いの民話」の多くが陰惨な内容であるなか、小泉小太郎を明るく雄大な物語として捉えた。忘れられつつあった小泉小太郎を復活させ、秋田県の民話や自身の体験、また子供たちとの関わりなどをもとに、松谷が1959年（昭和34年）度に創作したのが『龍の子太郎』である。